# Padmapur
Padmapur is een stad en “notified area” in het district Bargarh van de Indiase staat Odisha. 

## Demografie
Volgens de Indiase volkstelling van 2001 wonen er 15.438 mensen in Padmapur, waarvan 51% mannelijk en 49% vrouwelijk is. De plaats heeft een alfabetiseringsgraad van 69%. 